# Huỳnh Phước Mẫn
Huỳnh Phước Mẫn (sinh ngày 1 tháng 1 năm 1990 tại Tiên Phước, Quảng Nam) là một hacker người Việt Nam, người đã thành lập, điều hành, tổ chức trang web vietexpert.info, một diễn đàn trực tuyến được gọi là diễn đàn “thế giới ngầm” lớn nhất Việt Nam, với hơn 5000 thành viên là hacker trong và ngoài nước tham gia. Trên diễn đàn, Mẫn cùng các thành viên đã tổ chức tấn công vào các cửa hàng trực tuyến ở Mỹ để đánh cắp thông tin thẻ tín dụng của hàng triệu người Mỹ. Ngày 09/01/2014, Huỳnh Phước Mẫn cùng với khoảng 20 người khác đã bị Cục cảnh sát phòng chống tội phạm sử dụng công nghệ cao đồng loạt bắt giữ tại Hà Nội, Đà Nẵng, thành phố Hồ Chí Minh, diễn đàn bị đánh sập, hàng ngàn thành viên "thế giới ngầm" tan rã.
Đến ngày 15/06/2021, Huỳnh Phước Mẫn tiếp tục bị bắt tạm giam do có liên quan đến vụ việc tấn công mạng nhằm vào website Báo điện tử của Đài Tiếng nói Việt Nam VOV.vn dẫn đến làm tràn băng thông, khiến việc truy cập vào báo điện tử VOV bị tê liệt.

## Quá trình phạm tội

### Vụ đánh cắp thông tin thẻ tín dụng
Năm 2008, Mẫn thành lập diễn đàn vietexpert.info, quy tụ hàng ngàn hacker, hầu hết là học sinh, sinh viên có trình độ cao về công nghệ thông tin. Tại đây, các thành viên dạy nhau cách thức tấn công các trang web bán hàng trực tuyến để đánh cắp thông tin thẻ tín dụng, mua bán trái phép thông tin thẻ tín dụng, câu kết với nhau để lấy tiền trong tài khoản ngân hàng của người nước ngoài, thu lợi hàng triệu USD. Từ năm 2008 đến năm 2014, Huỳnh Phước Mẫn đã mua lại thẻ tín dụng bị đánh cắp từ thành viên của diễn đàn có tên Nguyễn Văn Hòa - một hacker đã hack và đánh cắp khoảng 300.000 thẻ tín dụng của người nước ngoài  - tổ chức người nhận hàng tại Mỹ là thành viên có tên Vương Quốc Nhã nhận hàng cho Mẫn, thuê các nhóm tội phạm khác dùng thẻ tín dụng bị đánh cắp mua hàng qua mạng chuyển về địa chỉ người nhận hàng của Mẫn tại Mỹ, sau đó vận chuyển về Việt Nam tiêu thụ. Trong thời gian phạm tội, Huỳnh Phước Mẫn đã thu lợi từ việc hack thẻ tín dụng hàng chục tỷ đồng.

### Vụ tấn công báo điện tử VOV
Ngày 15/06/2021, Huỳnh Phước Mẫn tham gia thực hiện vụ tấn công DDoS vào website Báo điện tử của Đài Tiếng nói Việt Nam VOV.vn để ủng hộ bà Nguyễn Phương Hằng, Tổng Giám đốc Công ty CP Đại Nam, sau khi báo điện tử này đã đăng tải bài viết về bà Nguyễn Phương Hằng có hành vi livestream với những ngôn từ thiếu chuẩn mực, phản cảm và xúc phạm nhiều cá nhận trên không gian mạng. Sau bài báo trên, toàn bộ các nền tảng mạng xã hội của Báo Điện tử VOV (Đài Tiếng nói Việt Nam) trên Google, Facebook, bị các nhóm đối tượng tổ chức spam, đe dọa và kêu gọi đánh giá 1* (1 sao) trên Google Maps nhằm làm giảm uy tín của báo, đồng thời hệ thống máy chủ của website báo điện tử VOV.vn cũng bị tê liệt trong nhiều giờ. Theo cơ quan điều tra, Mẫn thực hiện hành vi tấn công DDoS báo điện tử VOV.vn tại nhà riêng và thực hiện để ủng hộ bà Nguyễn Phương Hằng.

## Thế giới ngầm và các vụ án đã bị triệt phá
Được coi là diễn đàn “thế giới ngầm” lớn nhất Việt Nam, trang web vietexpert.info được Huỳnh Phước Mẫn thành lập với sự quản lý chặt chẽ, mỗi thành viên tham gia phải đóng 100 USD tiền lệ phí và phải được thành viên có uy tín trong diễn đàn giới thiệu. Sau đó, thành viên muốn đăng bài viết mua bán thì phải đóng thêm 50 USD nữa. Diễn đàn thế giới ngầm này chia sẻ, trao đổi từ các phương pháp hack, bẻ khóa phần mềm, cài virus, trojan vào máy tính của người khác để lấy cắp thông tin, đến các phương pháp dùng thẻ tín dụng mua hàng trên mạng, cách rút tiền từ tài khoản ngân hàng của người nước ngoài, thậm chí cách thức rửa tiền. Đến khi bị Bộ Công An đánh sập, diễn đàn này có gần 1.000.000 bài viết. Trên diễn đàn hình thành các nhóm tội phạm hoạt động độc lập, trao đổi với nhau qua mạng và giao dịch với nhau bằng tiền ảo hoặc loại tiền riêng của diễn đàn. Thẻ tín dụng bị đánh cắp được chia sẻ công khai trên diễn đàn, hoặc bán với giá từ 3 USD đến 50 USD.
Trước khi nhóm của Huỳnh Phước Mẫn bị triệt phá, đã từng có nhiều nhóm trên diễn đàn của Mẫn bị bắt, như vụ án của Văn Tiến Tú và Vương Huy Long với tổng số tiền hưởng lợi bất chính lên đến hàng trăm tỷ đồng.

## Phiên tòa xét xử và bản án
Ngày 29/06/2016, nhóm Huỳnh Phước Mẫn và khoảng 20 đối tượng khác bị tòa án Nhân dân thành phố Hồ Chí Minh đưa ra xét xử và lãnh án, với mức án cao nhất là 9 năm tù giam, riêng Huỳnh Phước Mẫn được phóng thích tại tòa.